# Bombus perezi
Bombus perezi är en insekt i överfamiljen bin (Apoidea) som tillhör undersläktet snylthumlor och finns i Sydeuropa vid Medelhavsområdet.

## Beskrivning
Bombus perezi är övervägande svart, med ett gult band långt bak på bakkroppen och vit bakkroppsspets.

## Utbredning
Arten är endemisk för Korsika och Elba (den finns bara där).

## Ekologi
Bombus perezi är en snylthumla. Snylthumlor har inga arbetare, och honan tar inte själv hand om sin avkomma, utan tar över ett annat humlebo genom att (vanligtvis) döda den gamla drottningen, och tvinga värdboets arbetare att ta hand om sina ägg och larver. Arten förmodas utnyttja den lokala underarten av mörk jordhumla som värdart.

## Taxonomi
Artens taxonomiska ställning är omstridd. Vissa forskare betraktar den som en lokal, korsikansk form av sydsnylthumla (Bombus vestalis).